# Die Geschichte des verzauberten Königs

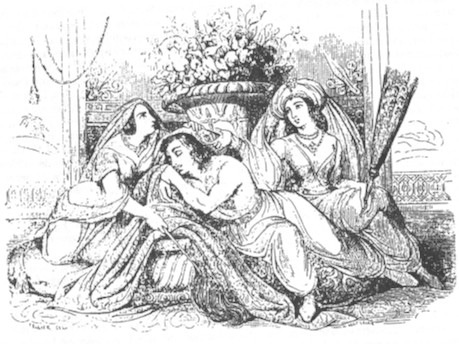
Holzschnitt von Friedrich Gross

Die Geschichte des verzauberten Königs ist ein Märchen aus Tausendundeine Nacht. Es steht in Claudia Otts Übersetzung als Die Geschichte des verzauberten Königs (Nacht 22–27), bei Max Henning und bei Gustav Weil als Geschichte des versteinerten Prinzen.

## Inhalt
Der junge König belauscht das Gespräch zweier Dienerinnen, dass seine Frau sich nachts herumtreibt. Er schüttet den Schlaftrunk weg, folgt ihr aus der Stadt zu den Müllhalden und beobachtet sie mit einem aussätzigen Negersklaven. Dem schlägt er das Schwert an den Nacken und läuft unerkannt heim. Sie baut eine Grabkuppel mit einem Steinsarg, wo sie ihren nunmehr gelähmten Geliebten täglich füttert. Nach drei Jahren gibt ihr Mann im Zorn sich als Schuldiger zu erkennen und will sie töten. Da verwandelt sie seinen Unterkörper zu Stein und straft den somit Wehrlosen fortan jeden Morgen mit der Peitsche. Die Stadtbewohner, Moslems, Feueranbeter, Christen und Juden verwandelt sie in weiße, rote, blaue und gelbe Fische im See. Der Sultan, dem der versteinerte König dies erzählt, tötet den Sklaven, legt sich selbst in den Sarg und bringt mit verstellter Stimme die Frau dazu, ihren Mann und die Stadt zu erlösen, ehe er sie tötet. Er nimmt den Erlösten als Sohn an. Auch der Fischer, der dem Sultan den Weg wies, und seine Kinder kommen an seinen Hof.

## Einordnung

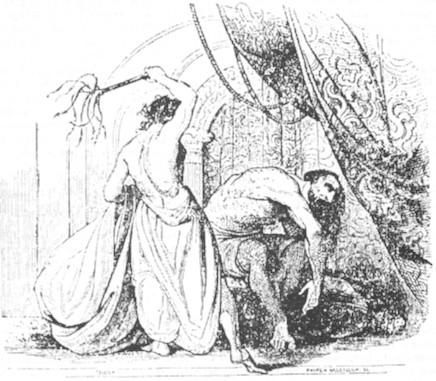
Holzschnitt von Friedrich Gross

Das Märchen beschließt das vorangehende Der Fischer und der Dschinni. Die Eifersucht des Königs erinnert an den Beginn der Sammlung, Die Geschichte von König Schahriyar und Schahrasad, der Tochter seines Wesirs.

## Rezeption
Christoph Martin Wieland erzählt die Geschichte 1776 in Versen als Das Wintermärchen (zweiter Teil). Darauf beruht Anton Eberls Oper Die Königin der schwarzen Inseln (UA 1801 in Wien).
Der arme Fischer in Ernst Heinrich Meiers Deutsche Volksmärchen aus Schwaben (1852), Nr. 23 gibt die Handlung vereinfacht wieder.